# وزارة العدل (صوماليلاند)
وزارة العدل في جمهورية أرض الصومال ( (بالصومالية: Wasaaradda Caddaalada Somaliland) ) ( بالإنجليزية Ministry of Justice of the Somaliland) تدير نظام المحاكم (باستثناء المحكمة العليا) ولها سلطة تعيين موظفي المحكمة، وتخصيص الأموال، وتدريب المسؤولين القضائيين وتأديبهم وفصلهم. وفقًا للمادتين 7 و38 من قانون تنظيم القضاء، تشكل الوزارة لجنة من المحكمين على أساس سنوي للمحاكم الإقليمية. بالإضافة إلى ذلك، الوزارة عضو في الهيئة القضائية. الوزير الحالي هو مصطفى محمود علي 

## المسؤوليات
أكثر من ذلك، فإن أهداف الوزارة كما يلي في المادة 105 من الدستور:
- دعم وتعزيز سيادة القانون في أرض الصومال ؛
- احترام وتعزيز الفصل بين السلطات على النحو المنصوص عليه في الدستور، مع الأخذ في الاعتبار الضوابط والموازين العادية للفروع الحكومية ؛
- تعزيز وصيانة نظام عدالة جنائية يتسم بالفعالية والكفاءة والشفافية والمساءلة ؛
- تنسيق وتسهيل وتعزيز التوفير العام للخدمات القانونية والوصول إليها في أرض الصومال ؛
- الاضطلاع بدور قيادي في تنسيق الإعمال التدريجي للحقوق والحريات المنصوص عليها في الدستور ؛
- التعاون ودعم اللاعبين الآخرين، مع احترام تفويضاتهم المحددة، وعند الاقتضاء، استقلالهم.

## قائمة الوزراء (2005 إلى الوقت الحاضر)
| وزير                    | في المكتب               | المرجع                      |
| ----------------------- | ----------------------- | --------------------------- |
| أحمد حسن علي            | (2005-2009)             | [ 6 ] [ 7 ] [ 8 ] [ 9 ]     |
| إسماعيل مؤمن            | (2010-2011)             | [ 10 ] [ 11 ]               |
| عبد الله أبين نور       | (2011-2012)             | [ 12 ] [ 13 ]               |
| حسين أحمد عيديد         | (2012-2016)             | [ 14 ] [ 15 ] [ 16 ] [ 17 ] |
| أحمد فرح أدرى           | (2016-2017)             | [ 18 ] [ 19 ]               |
| عبدقاني محمود عطية فريد | (2017-2019)             | [ 20 ]                      |
| مصطفى محمود علي         | (2019 إلى الوقت الحاضر) | [ 4 ]                       |